# Creed Bratton
Creed Bratton (n. 8 februarie 1943, Los Angeles, California, SUA) este un actor, cântăreț și muzician american.  Fost membru al trupei rock The Grass Roots,  este cel mai bine cunoscut pentru că a interpretat o versiune fictivă a lui în sitcom-ul NBC La birou pentru care a primit un premiu Screen Actors Guild.